# Nuklearna inkluziona a endopeptidaza
Nuklearna inkluziona a endopeptidaza (EC 3.4.22.44, potivirusna NIa proteaza) je enzim. Ovaj enzim katalizuje sledeću hemijsku reakciju
Ovi enzimi hidrolizuju glutaminske veze. Njehove aminokiselinske preferencije u P6 - P1' poziciji su zavisne od vrste potivirusa, npr. Glu-Xaa-Xaa-Tyr-Xaa-Gln-(Ser ili Gly) za enzim iz tobacco etch virusa. Prirodni supstrat je viralni poliprotein, mada deluje na druge proteine i oligopeptide sa odgovarajućom konsensus sekvencom.
Potivirusi uzrokuju bolesti biljki, i inkluziona tela se javljaju u jedru ćelije domačina. Protein inkluzionih tela je endopeptidaza.

## Spoljašnje veze
- Nuclear-inclusion-a+endopeptidase на 